# Al-Ujun (Arabia Saudyjska)
Al-Ujun (arab. العيون) – miasto we wschodniej Arabii Saudyjskiej, w Prowincji Wschodniej. Według spisu ludności na rok 2010 liczyło 33 042 mieszkańców.